# 非洲杜鹃
非洲杜鹃（学名：Cuculus gularis）是杜鹃属的一种食虫鸟类，广泛分布于撒哈拉以南非洲各地的稀树草原与开阔林地，会在雨季繁殖。该鸟会将蛋产于他种鸟类巢中，并依赖宿主哺育幼鸟。

## 外貌描述
非洲杜鹃是一种中型鸟类，有着极长的尾部，全长约32厘米。该鸟两性外貌相似，头部、上半身与翅膀为深灰色，喉咙与前胸为淡灰色，腹部则为白色带有深灰色条纹。其尾部亦为深灰色，仅末端为白色；下肢和鸟喙大部分为黄色，唯有喙部尖端为黑色。雌性非洲杜鹃的眼睛为褐色，雄性则是黄色。
非洲杜鹃的幼鸟有以下两种形态：

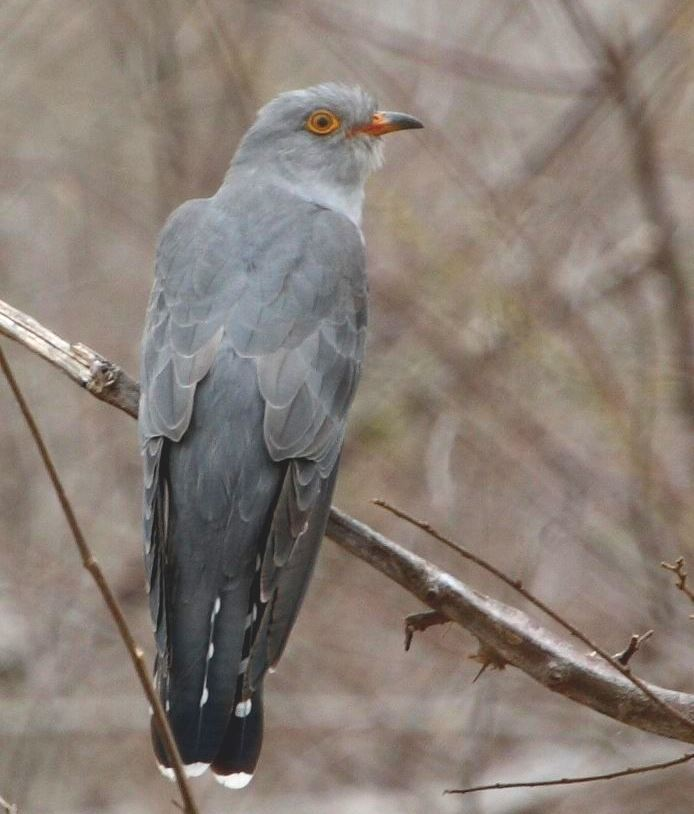
非洲杜鹃的上半尾部和大杜鹃类似，为灰色，不同于小杜鹃或马岛杜鹃的深色尾部

- 灰色形态的幼鸟比起成鸟更偏灰色，下半身为带有深色条纹的奶油白色；
- 栗色形态的幼鸟通体褐色，其腹部为米色或茶色。

雄性非洲杜鹃会发出咕咕声，其中第二声“咕”的音调高于第一声；雌鸟的鸣叫则是音调高低不定的“Kwik-kwik”声。

## 物种分布
非洲杜鹃广布于撒哈拉以南非洲各处，其分布西至冈比亚，东至红海沿岸的厄立特里亚和索马里，南至南非，北至萨赫勒地区。大部分为候鸟，会在雨季来临时迁徙至繁殖地。如其会在每年十月至次年五月出现于东非，每年九月至次年四月出现于南非，均是当地的雨季。

## 生态与习性

### 栖息地
非洲杜鹃偏好开阔的林地或散布有金合欢树的稀树草原。其不会出没于过于干旱的地区或是茂密的丛林。

### 觅食
非洲杜鹃既会在树林中觅食，也会在地面上通过翻弄牛粪等手段搜寻猎物。其猎物主要为各种毛虫，亦会捕食诸如甲虫和繁殖蚁等其他昆虫。雄性非洲杜鹃有领域意识，而在南非地区的种群则会有一对非洲杜鹃共同占有一片领域的情况。该鸟领域面积可达数十英亩，且其会驱逐任何进入此区域的杜鹃。

### 寄生行为
同其他种类的杜鹃一样，非洲杜鹃有巢寄生行为。雌鸟会将移除一枚宿主巢中已有的鸟蛋并在其巢中下蛋。不同地域的非洲杜鹃会寄生不同的物种，且其蛋的大小与花纹均与宿主十分相似。其最常见的宿主是黄嘴鹊鵙与叉尾卷尾。其幼鸟会在约12天后孵化，此时一般宿主的蛋尚未孵化。非洲杜鹃的雏鸟会尝试将巢中其他的蛋或者雏鸟掷出巢外。其会在破壳8天后睁开眼睛，3周后长出羽翼，但此后数周其仍然需要宿主投喂。如宿主意识到鸟巢被非洲杜鹃所寄生，其一般会抛弃旧巢，与他处另筑新巢。

## 种群现状
鉴于非洲杜鹃种群分布极为广泛且并未有可观下降，IUCN将其评为无危。